# Kieker und Schotterwerk
Kieker und Schotterwerk este o arie protejată (arie specială de conservare — SAC, sit de importanță comunitară — SCI) din Germania întinsă pe o suprafață de 593,74 ha, integral pe uscat.

## Localizare
Centrul sitului Kieker und Schotterwerk este situat la coordonatele 53°22′05″N 13°35′45″E / 53.3681°N 13.5958°E.

## Înființare
Situl Kieker und Schotterwerk a fost declarat sit de importanță comunitară în septembrie 2000.

## Biodiversitate
Situată în ecoregiunea continentală, aria protejată conține 5 habitate naturale: Lacuri eutrofice naturale cu vegetație de tip Magnopotamion sau Hydrocharition, Lacuri și iazuri distrofice naturale, Pajiști calcaroase din nisipuri xerice, Păduri de fag Luzulo-Fagetum, Păduri de fag Asperulo-Fagetum.
La baza desemnării sitului se află mai multe specii protejate:
- amfibieni (2): buhai de baltă cu burta roșie (Bombina bombina), triton cu creastă (Triturus cristatus)
- mamifere (2): vidră de râu (Lutra lutra), liliac comun (Myotis myotis)
- nevertebrate (2): Vertigo angustior, Vertigo moulinsiana

Pe lângă speciile protejate, pe teritoriul sitului au mai fost identificate 2 specii de amfibieni, 1 specie de reptile.